# Вудрофф
Вудрофф (англ. Mount Woodroffe) — гора, высшая точка австралийского штата Южная Австралия.

## География
Вудрофф является высшей точкой австралийского штата Южная Австралия. Гора расположена в горной цепи Масгрейв, являющейся частью Австралийского плоскогорья. Высота над уровнем моря составляет 1435 м.

## История
Традиционно у подножия горы проживали представители австралийских аборигенов племени питянтятяра (англ. Pitjantjatjara), для которых гора имела важное культурное и религиозное значение: согласно представлениям коренных жителей, она была воплощение мифологического существа Нгинтака (англ. Ngintaka). Традиционное название вершины — Нгарутяраня (англ. Ngarutjaranya).
Гора получила своё современное название 20 июля 1873 года и названа так английским путешественником Уильямом Госсом (англ. William C. Gosse) в честь Джорджа Вудроффа Гойдера (англ. George Woodroffe Goyder), генерального наблюдателя Южной Австралии и исследователя.
В 1960-х годах гора рассматривалась в качестве потенциального места для размещения Англо-австралийского телескопа (англ. Anglo-Australian Telescope).